# Jaboatão (Jaboatão dos Guararapes)
Jaboatão é um distrito do município de Jaboatão dos Guararapes.

## História
Jaboatão (do tupi Yapoatan) era um município de Pernambuco com longa história.
O povoado foi fundado em 1593 pelo terceiro proprietário do Engenho São João Batista. Era considerado o Berço da Pátria, por ficarem em sua área territorial os Montes Guararapes, onde houve batalhas contra os holandeses no século XVII.
Em 1989 passou a ser chamado de Jaboatão dos Guararapes, quando o centro administrativo foi transferido para área litorânea, antes denominada Guararapes, ficando o antigo centro com a manutenção do nome antigo do município, mas reduzindo-se a um distrito apenas.
A população, que tinha esse distrito anteriormente como o centro de Jaboatão, passou a chamá-lo de Jaboatão Centro, Jaboatão Antigo ou Jaboatão Velho, como memória do que ele sempre foi.